# Arturo Puricelli
Arturo Antonio Puricelli (n. Río Gallegos, Santa Cruz, 8 de octubre de 1947) es un abogado y político argentino. Fue gobernador de la provincia de Santa Cruz desde 1983 hasta 1987, por la recuperación democrática. Después se desempeñó como ministro de Defensa y de Seguridad, durante el mandato de Cristina Fernández de Kirchner.

## Biografía
Arturo Puricelli nació en 1947 en la provincia de Santa Cruz. Se matriculó en la Universidad Nacional del Litoral, y se afilió al Partido Justicialista. Cuando se graduó en Derecho en 1973, regresó a Santa Cruz y fue nombrado inspector general del Ministerio de Justicia Provincial, y en 1975, fue nombrado ministro de Asuntos Sociales de la misma jurisdicción. 
Tras la dictadura militar que gobernó argentina entre 1976 y 1983, todos los funcionarios electos fueron removidos de sus cargos, Puricelli comenzó la práctica de derecho privado, fundando su estudio Puricelli & Asociados. Cuando los militares convocaron a elecciones en 1983 Puricelli se presentó como candidato a gobernador de Santa Cruz obteniendo el 56% de los votos.

## Gobernación de Santa Cruz
Asume su gobierno en 1983, tras la intervención militar impuesta por la dictadura. Su rival en las primarias, un joven abogado, Néstor Kirchner, fue nombrado jefe de la Caja de Seguro Social Provincial por el nuevo gobernador. Puricelli esperaba que este nombramiento acercara el respaldo de los partidarios de Kirchner, pero el movimiento fracasó cuando en abril de 1984, este último rechazó la petición del gobernador de los préstamos del fondo para cubrir el déficit provincial. Como gobernador, Puricelli persigue una mayor parte de los cientos de millones de dólares en regalías de combustibles fósiles generadas en gran parte por la entonces estatal YPF, y demandó al gobierno federal a tal efecto. También se esforzó para diversificar la economía de su remota provincia, y estableció la ciudad turística de El Chaltén a través de la promoción del turismo.
Constitucionalmente imposibilitado de buscar la reelección, en el final de su mandato en 1987, Puricelli fue elegido presidente del Partido Justicialista de Santa Cruz. Apoyó al grupo tras la figura Antonio Cafiero, quien acababa de ser elegido gobernador de la provincia de Buenos Aires, y tenía intenciones de presentarse como candidato de su partido antes de las elecciones presidenciales de 1989, y obtuvo el apoyo de numerosos sectores del justicialismo de Santa Cruz entre ellos Kirchner. El nuevo gobernador, Ricardo del Val, apoyó a un candidato tapado, el gobernador de La Rioja Carlos Menem, logrando que el 80% de los votos de Santa Cruz durante las primarias de 1988 fueran para Menem. Este además logró victorias a lo largo y ancho del país convirtiéndolo en el candidato justicialista, y fue elegido presidente el año siguiente.

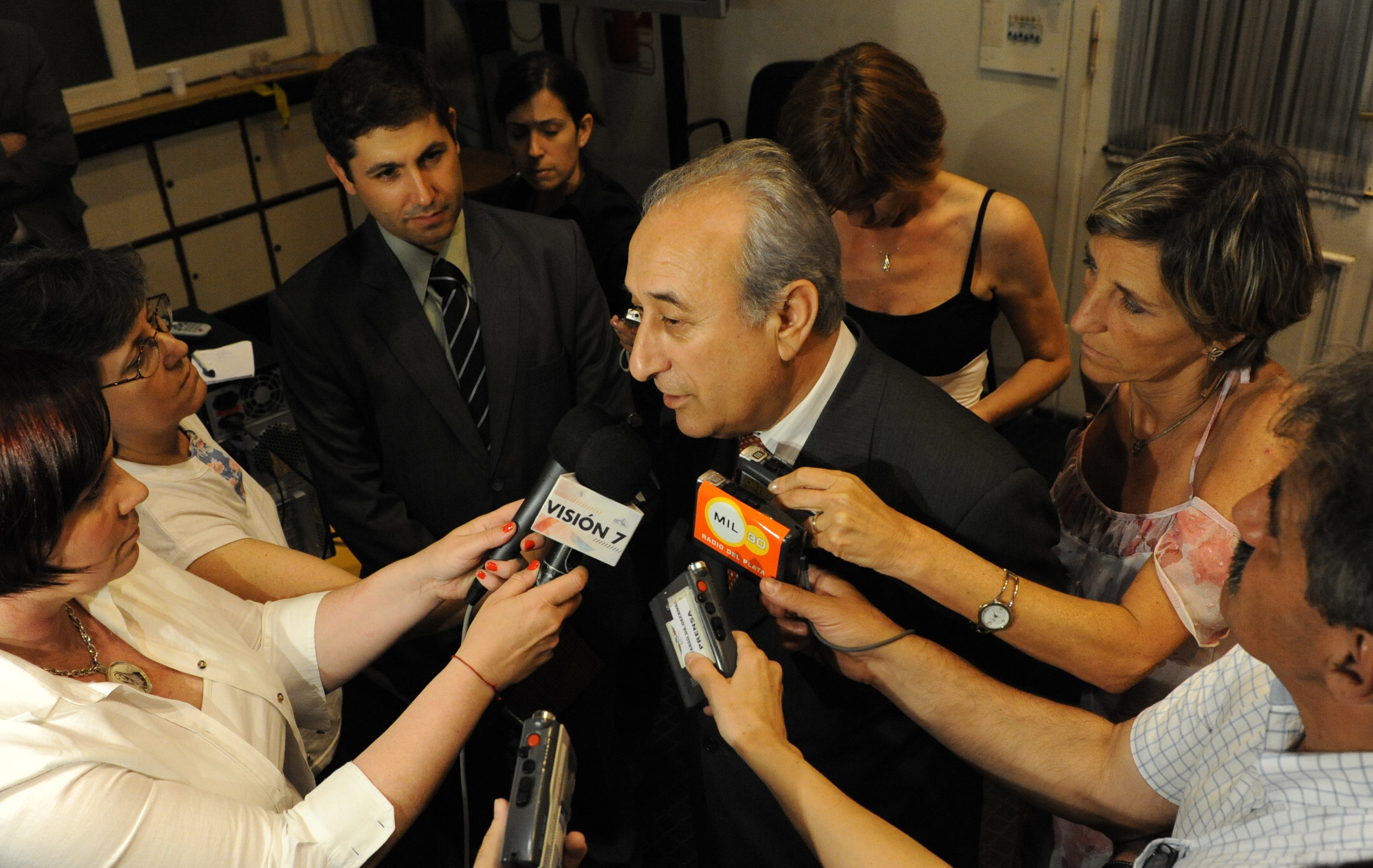
Puricelli durante una conferencia de prensa.

## Actividad política posterior a la gobernación
Puricelli fue elegido diputado nacional durante las elecciones generales de 1989. Se presentó nuevamente como precandidato a gobernador en 1991, pero fue derrotado en las primarias por Kirchner, quien en ese momento contó con el apoyo del presidente Menem. Después de haber negado su participación en la campaña de Menem en las elecciones generales, Puricelli adoptó una postura más pragmática hacia el presidente durante la administración presidencial 1989-1999, y en 1996 fue nombrado jefe del servicio postal estatal, Encotesa, antes de su privatización en 1997.
Regresó a Santa Cruz y en 1997 fue elegido legislador provincial. Más tarde regresó a Buenos Aires como vicepresidente del Organismo Regulador del Sistema Nacional de Aeropuertos (ORSNA).
Puricelli se unió a la Alianza, a la vez el principal partido de oposición. Todavía en ORSNA cuando se pasó en 1999, esta táctica dio lugar a su despido, así como en su expulsión del Partido Justicialista. Él se presentó como candidato a gobernador en las elecciones de ese año, y fue derrotado una vez más por Kirchner.
Tras el colapso del gobierno de la Alianza a finales de 2001, Puricelli volvió al Partido justicialista como secretario de Asuntos Provinciales para el presidente Eduardo Duhalde. Esta relación, también, se agrió cuando Duhalde anunció su respaldo al gobernador Kirchner para las elecciones presidenciales de 2003, y Puricelli renunció a su cargo. Se postuló sin éxito para el Congreso Nacional, y se retiró a su chacra en Los Antiguos, donde se criaban ovejas y cultivaban huertos de cerezos.

## Ministro de Defensa

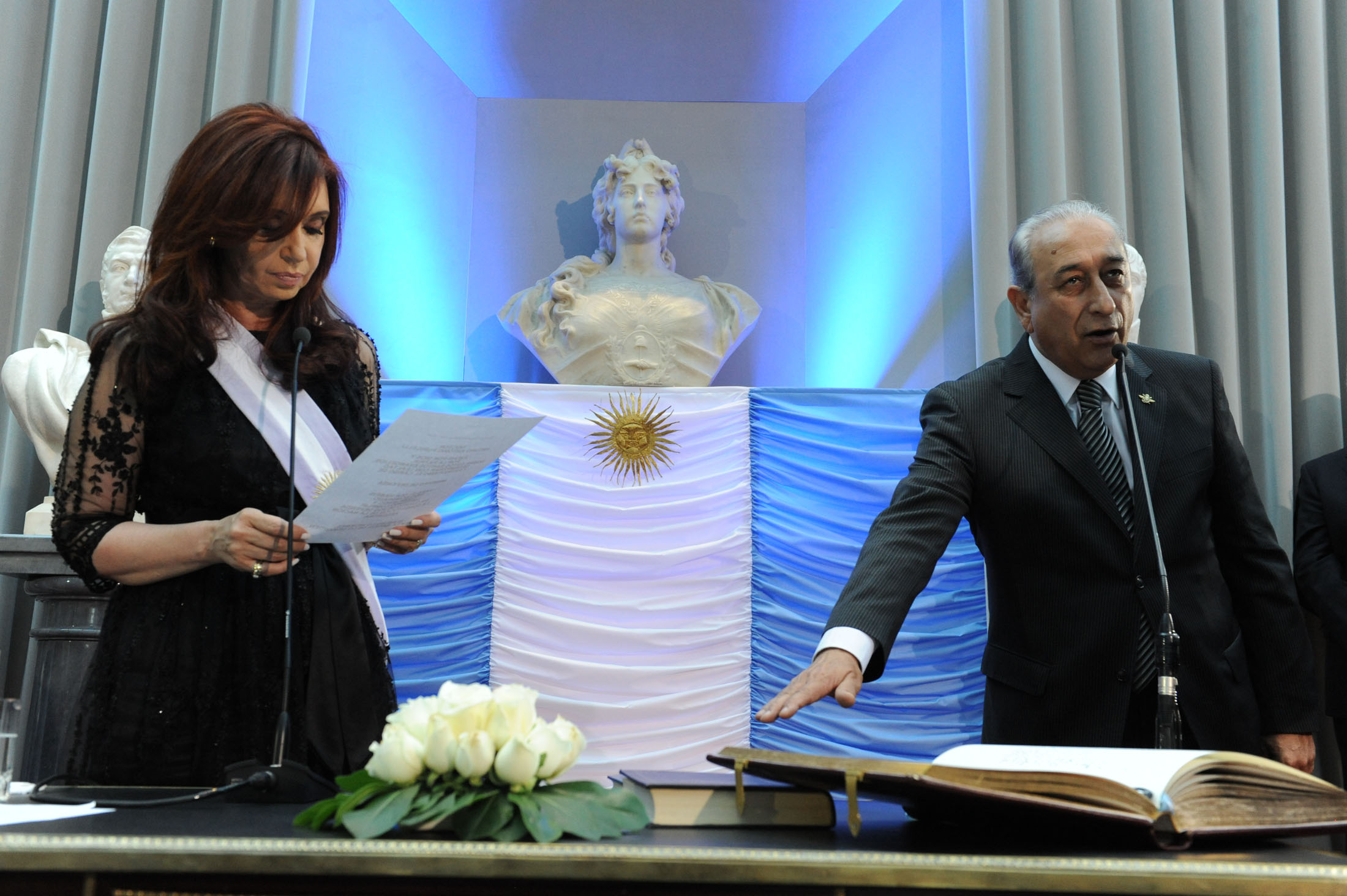
La presidenta Cristina Fernández de Kirchner tomando juramento a Puricelli el 10 de diciembre de 2011.

Declarándose a sí mismo como un hombre con "diferencias irreconciliables" con Kirchner, que asumió la presidencia, Puricelli se convirtió en la sorpresa de Kirchner al ponerlo, en 2006, al frente de Fabricaciones Militares de propiedad estatal, el contratista de defensa más grande del país.
Tras la designación de la ministra de Defensa, Nilda Garré al frente del nuevo ministerio de Seguridad, Puricelli fue designado para sustituirla el 15 de diciembre de 2010, y fue confirmado en su cargo en la segunda gestión de la presidenta Cristina Fernández de Kirchner. Lanzó el Programa Federal de Colaboración y Asistencia para la Seguridad, cuyo principal objetivo es poner a disposición de las jurisdicciones provinciales y de la ciudad de Buenos Aires aquellas herramientas y recursos que coadyuven al combate del delito y la criminalidad y permitan asimismo generar ámbitos de coordinación y relación interjurisdiccional. Durante su gestión lanza el programa de radarización
Se habilitará un radar 3D, fabricado por la empresa estatal INVAP, destinado a detectar vuelos ilegales y al control del movimientos de aeronaves que ingresen o salgan del espacio aéreo. también durante su gestión se desarrollaron cuatro coheteras que han sido desarrolladas íntegramente por Fabricaciones Militares y CITEDEF.
En julio de 2011 es creado este complemento del Operativo, en el marco del lanzamiento del plan Escudo Norte de las Fuerzas de Seguridad. Coincidió con la instalación del radar primario RAME 3D, fabricado por la empresa INVAP, en el Aeropuerto Vicecomodoro Ángel de la Paz Aragonés de la Ciudad de Santiago del Estero. Los radares RASIT se desplegaron en las provincias de Jujuy, Salta, Formosa, Chaco, Corrientes y Misiones, cubriendo la frontera y las principales avenidas de aproximación identificadas por Gendarmería Nacional Argentina de Tránsitos Aéreos Irregulares. Los relevos de escuadrones aeromóviles se realizan aproximadamente cada 30 días. También puso en marcha  Operativo Escudo Norte, un plan de vigilancia del territorio y de lucha contra las incursiones ilegales en el país para atacar el tráfico de drogas en las fronteras. Este programa refuerza la seguridad en el norte de la Argentina y se complementa con el Operativo Centinela en el conurbano bonaerense y el Plan Unidad Cinturón Sur, que funciona en la ciudad de Buenos Aires.Desde el gobierno se asumió la conducción civil de la política de educación militar en el país.
En 2020 sería convocado dada su experiencia a asesorar sobre el juicio ante Consejo de Guerra para definir responsabilidades militares por la desaparición del Ara san Juan ocurrida en la gestión de Óscar Aguad tras finalizar la etapa de investigación.En 2014 adquirió el H11 LQ-BXI Airbus Eurocopter EC135, primer helicóptero de este modelo adquirido a Eurocopter en 2009 y H12 LQ-CQN Airbus Eurocopter EC135 T2+. equipados con sistemas de visión nocturna, cámara giro-estabilizada y faro de búsqueda, sistemas de Piloto Automático "Full IFR - Single Pilot" que le permiten volar con un solo piloto sin ninguna visibilidad y aterrizar en forma automática con los sistemas ILS de los aeropuertos, de la misma forma que un avión de aerolínea. Además está dotado con grúa de rescate, bamby buckett para la lucha contra incendios y transporte externo de cargas. Posteriormente nuevas aeronaves adquiridas en 2014 con capacidad multifunción como los H15 LQ-FQH Airbus Eurocopter EC145 serían destinadas a proteger la frontera norte 

### Campañas antárticas
Al incendiarse en abril de 2007 el rompehielos ARA Almirante Irízar, el Gobierno argentino contrato empresas para aprovisionar las bases antárticas: base Marambio, Carlini (ex Jubany), Esperanza, San Martín y Belgrano II, a través del buque polar ruso "Vasiliy Golovnin" con dos helicópteros de gran porte Kamov 32, y el rompehielos "Dranitsyn". La licitación pública permitió un ahorro al Estado nacional de casi 3 millones de dólares, lo que representa un 30 por ciento en una licitación que fue adjudicada en 10 millones de dólares, contando con una embarcación de última generación y construida en 2006", presentaba "características superiores a las del buque polar ruso que anteriormente" prestaba el servicio. En 2013 siendo Ministro de Defensa, Arturo Puricelli, inauguró un nuevo centro de salud, ubicado en el predio del Instituto Geográfico Nacional, que funcionará como un policonsultorio de primer nivel brindando acciones de prevención, atención y rehabilitación a trastornos relacionados con la salud mental y otras patologías asociadas.
El Grupo de Reparaciones del Ejército realizó mantenimiento en la Base Esperanza, mientras que el personal de la Armada hizo lo propio con la Base Orcadas.
El Puerto Deseado realizó campañas de investigación de placas, monitoreo de especies y confección de cartografía digital, aprovechando sus navegaciones para trasladar científicos a la Base Orcadas y abastecer a las bases Decepción y Jubany.Aviones C-130 de la Fuerza Aérea trasladaron material a las bases Marambio y Frei. 
Se avanzó en la fabricación de productos e insumos que demandaban las Fuerzas Armadas y de Seguridad, la industria, la minería, entidades deportivas de tiro y recuperó cierta presencia en el mercado regional. La DGFM comenzó a proveer desde 2009 los tipos básicos 7,62 mm (para FAL) y 9 mm (para pistola) para armas portátiles destinadas al entrenamiento anual de las Fuerzas Armadas. La facturación de la Dirección pasó de 78 millones de pesos en 2006 a 125 millones en 2009.